# 이혜진 (1992년)
이혜진(1992년 10월 29일~)은 2011 미스 대전 충남 선(善) 출신의 대한민국의 모델이자 방송인이다. 신장은 168cm이고 체중은 48kg이다.

## 생애

### 주요 이력
2011년 미스 대전-충남 선(善) 첫 입상하였으며 신장은 168cm이고 체중은 48kg이며 요가와 필라테스에 취미가 있고 수영에 특기가 있다.

### 수상 경력
- 2011년 미스코리아 대전 충남 미(美)

### 경력
- 2011년 미스코리아 대전-충남 미(美)
- 2011년 이후 케이블 CMB 대전방송, 대전MBC문화방송, KBS대전총국, TJB 대전방송, 케이블 CMB 서울한강방송, 케이블 CMB 서울동서방송 등에서 리포터 활약과 아울러 CF 광고 모델 활약.

### 학력
- 대전삼육초등학교 졸업(2005년 2월)
- 서울삼육중학교 졸업(2008년 2월)
- 인덕원고등학교 졸업(2011년 2월)
- 한남대학교 디자인학과 학사(2015년 2월)

## 출연작

### TV 프로그램
- 2011년 《케이블 CMB 대전방송 닥터 24시》
- 2013년 《대전MBC 아침이 좋다》

### CF 광고
- 2012년 《대전 제일가구 플라자》
- 2014년 《대전 이비가 짬뽕》